# Rue Barbanègre
La rue Barbanègre est une voie du 19e arrondissement de Paris, en France.

## Situation et accès
La rue Barbanègre est une voie publique située dans le 19e arrondissement de Paris. Elle débute au 14, rue de Nantes et se termine au 7, quai de la Gironde.

## Origine du nom
Elle porte le nom du général d'Empire Joseph Barbanègre (1772-1830), défenseur d'Huningue en 1815.

## Historique
Cette voie est indiquée sur le cadastre de la commune de La Villette dressé en 1812, elle est transformée en rue sous le nom de « rue de Boulogne », du nom de celui d'un propriétaire local.
Elle est classée dans la voirie parisienne par un décret du 23 mai 1863 et prend sa dénomination actuelle par un décret du 10 août 1868 :
Décret du 10 août 1868
« Napoléon, etc., 

sur le rapport de notre ministre secrétaire d’État au département de l'Intérieur,
vu l'ordonnance du 10 juillet 1816 ;
vu les propositions de M. le préfet de la Seine ;
avons décrété et décrétons ce qui suit :
Article 15. — Les voies ci-après indiquées, situées dans le même arrondissement, prendront les dénominations suivantes :
rue de Dunkerque recevra le nom de rue Dampierre ;
rue des Moulins recevra le nom de rue Clavel ;
rue de Boulogne recevra le nom de rue Barbanègre ;
etc.
Article 17. — Notre ministre secrétaire d'État au département de l'Intérieur est chargé de l'exécution du présent décret.
Fait au palais de Fontainebleau, le 10 août 1868. »